# Hai cây lim giếng Rừng
Hai cây lim giếng Rừng ở chân núi Tiên Sơn, phố Đoàn Kết, phường Quảng Yên, thị xã Quảng Yên, tỉnh Quảng Ninh, dưới chân thành cổ Quảng Yên. Đây là điểm di tích quan trọng thuộc cụm di tích lịch sử văn hóa chiến thắng sông Bạch Đằng. Hai cây lim còn sót lại từ cánh rừng lim cổ thụ thời nhà Trần đánh giặc Nguyên Mông năm 1288, và có thể xa hơn nữa, từ thời Ngô Quyền, Lê Hoàn.

## Giá trị lịch sử
Hai cây lim giếng Rừng, một cây cao khoảng 30m, chu vi gốc 5,5m, phần thân chính cao khoảng 6m, cành lá xum xuê, xanh tốt, tán lá vươn dài tới 20m. Cây thứ hai to hơn, cao khoảng 30m, đường kính gốc tới 7,2m, tán lá xanh tốt vươn dài tới 25m. Bên cạnh hai cây lim cổ có hai giếng nước được xây từ thời Pháp, gắn liền với đời sống sinh hoạt của người dân nơi đây nên được gọi là hai cây lim giếng Rừng.
Theo nhiều cụ cao niên trong vùng, hai "cụ" lim trên 700 tuổi là di tích cón sót lại của những cánh rừng lim bạt ngàn ngày xưa, kéo dài từ Chí Linh qua Đông Triều đến Quảng Yên, trong đó có 54 "cụ" lim ở Đền Cao - Hải Dương. Những bãi cọc lim Bạch Đằng gắn với những chiến công vang dội thời Tiền Lê và Lý - Trần được khai thác từ những cánh rừng này. Di tích bãi cọc lim Bạch Đằng chỉ cách 2 "cụ" lim giếng Rừng khoảng 2 km.
Hai "cụ" lim giếng Rừng, thị xã Quảng Yên, tỉnh Quảng Ninh, tương truyền thuộc khu rừng lim cổ cung cấp cọc lim cho các trận thủy chiến Bạch Đằng 1288, tạo nên chiến thắng vẻ vang thời mở đầu kỷ nguyên độc lập của nước ta. Đây là nơi cung cấp cọc gỗ cho những trận đánh nổi tiếng vang dội trên sông Bạch Đằng vào các năm 938, 981 và 1288 dưới sự chỉ huy của các danh tướng tài ba Ngô Quyền, Lê Hoàn và Trần Hưng Đạo.
Cây lim giếng Rừng, thị xã Quảng Yên, tỉnh Quảng Ninh được Bộ Văn hoá Thông tin (nay là Bộ Văn hoá, Thể thao và Du lịch) công nhận là Di tích lịch sử - xếp hạng cấp Quốc gia năm 1988 và thuộc cụm di tích lịch sử chiến thắng Bạch Đằng. Ngày 27-9-2012, Thủ tướng Chính phủ quyết định xếp hạng Khu di tích lịch sử chiến thắng Bạch Đằng năm 1288 là Di tích quốc gia đặc biệt.